# زبابة سيبيرية كبيرة الأسنان
زبابة سيبيرية كبيرة الأسنان (الاسم العلمي: Sorex daphaenodon) (بالإنجليزية: Siberian Large-toothed Shrew)‏ هي نوع من الثدييات يتبع جنس الزبابة من الفصيلة الزبابات.